# Березовичі
Бере́зовичі — село в Україні, у Зимнівській сільській громаді Володимирського району Волинської області.
Населення становить 670 осіб. Кількість дворів (квартир) — 200. З них 8 нових (після 1991 р.).
В селі функціонує церква Введення в храм Пресвятої Богородиці Православної церкви України. Чисельність парафії — 600 вірних. Працює середня школа на 320 місць, будинок культури (клуб), бібліотека, дитячий садок, лікарня, відділення зв'язку, АТС на 185 номерів, 3 торговельних заклади.
Село газифіковане. Дорога з твердим покриттям. Наявне постійне транспортне сполучення з районним та обласним центрами. Інтернет відсутній.
До 3 січня 2019 року — адміністративний центр Березовичіської сільської ради Володимир-Волинського району Волинської області.

## Географія
Село розташоване на правому березі річки Свинорийки.

## Історія
Двошарове поселення енеоліту – доби бронзи розташоване на північно-західній околиці села в уроч. Яворівка. Пам’ятка досліджена розвідкою В. Коноплі 1986 року. Розкопки не проводилися. Поселення виявлено на схилі лівого берега річки Свинорийки, висота – 4,5 м над рівнем заплави. Речові матеріали: крем’яні нуклеуси, знаряддя на пластинах і відщепах, серпи, лінзоподібні в перетині сокири, кам’яні просвердлені сокири і фрагменти кераміки, зібрано на площі близько 2 га. Знахідки з пам’ятки належать до двох культур – кулястих амфор та стрижівської.
Багатошарове поселення доби бронзи, ранньозалізного та давньоруського періодів розташоване на захід від села. Відкрите В. Коноплею 1986 року Розкопки не проводилися. Займає першу терасу лівого берега річки Свинорийки. Речові знахідки зібрано на площі 1,5 га. Найбільша концентрація матеріалу помічена біля берега на відстані 20–30 м від його краю. Пам’ятка належить до тшинецько-комарівської культури, лежницької групи та давньоруського часу ХІ–ХІІІ століть.
Двошарове поселення доби бронзи та давньоруського періоду виявлене за 0,7 км на захід від села (південніше від мосту шосейної дороги Володимир–Луцьк). Пам’ятка відкрита розвідкою В. Коноплі 1986 року на правому пологому березі р. Свинорийки. Речові матеріали (залишки ліпного посуду і окремі крем’яні вироби, гончарна кераміка) зібрано на площі близько 1 га у східній частині схилу першої надзаплавної тераси.

### Перші згадки села
Вперше село Березовичі згадується в Іпатіївському літопису під 1287 роком, коли володимирський князь Володимир Василькович пожалував його монастиреві св. Апостолів, який був розташований на західній околиці м. Володимира. У грамоті зазначено, що князь купив село у феодала Федорка. В XIII і першій половині XIV століття Березовичі входили до Володимирського князівства, а потім разом з іншими західноволинськими селами їх захопили литовські феодали.
З 1569 року село в складі Володимирського повіту Волинського воєводства відійшло до Польщі. У 1577 році в Березовичах налічувалося 172 осіб населення. Селяни виконували 4—5-денну панщину у фільварку феодала, платили грошові й натуральні чинші та податки на користь польської держави.
Становище покріпаченого селянства ще більше погіршували безперервні війни, які вела шляхетська Польща. Вони завжди супроводилися всілякими поборами і грабежами. Доведені до розпачу, селяни дедалі частіше повставали на боротьбу проти шляхти. Так, коли в 1595 році хвиля народного повстання під проводом С. Наливайка докотилася до Волині, активну участь у ньому взяли жителі Березовичів. Вони руйнували і палили маєтки феодалів, вбивали шляхту. Польські магнати придушили повстання і жорстоко розправилися з його учасниками. Ще більше посилилося соціальне і національне гноблення. Панщина досягла шести днів на тиждень з лану. Крім того, селяни повинні були в гарячу пору збирання врожаю виходити на панське поле на толоки, давати підводи, щоб возити панський хліб і дрова, а також платити численні податки. Рятуючись від гніту і сваволі шляхти, частина жителів Березовичів втекла на козацькі землі. В 1648 році в селі налічувалось тільки 46 дворів.
Коли звістка про перемогу селянсько-козацьких військ під Корсунем і Пилявцями в 1648 році дійшла до Волині, селяни Березовичів і навколишніх сіл знову повстали проти шляхти, знову запалали панські маєтки. Багато повстанців влилося в окремі козацькі загони, які Богдан Хмельницький відряджав до різних районів Волині, щоб допомогти селянам у боротьбі проти шляхти.
Після укладення Зборівського договору 1649 року влада польських панів на Волині відновилася. Повернулася шляхта і в Березовичі. Щоб уникнути панської помсти, знущання і катувань, багато селян втекло на Лівобережну Україну. В 1650 році в селі залишилося всього 29 дворів. Власники Березовичів дедалі більше розширювали свої володіння за рахунок селянських земель. Підданих, як і раніше, примушували відробляти по 5—6 днів панщини на тиждень з волоки. Відновлені були й натуральні та грошові чинші. У селі збільшилась кількість півволочних господарств і городників. Був встановлений обов'язковий для селян помол хліба в панських млинах.

### У складі Російської Імперії
Після третього поділу Польщі в 1795 році Березовичі, як і вся Західна Волинь, ввійшли до складу Російської держави. В селі на той час було 28 дворів і 167 чоловік населення. Наприкінці XVIII і на початку XIX століття Березовичі належали Чацьким — відомій, на той час, шляхетній родині на Волині.
Селяни після входу Волині в склад Російської держави вже не зазнавали релігійного гніту. Інвентарна реформа 1848 року встановила панщину 3—4 дні на тиждень і визначила розмір пішого наділу.
У 1906 році село Микулицької волості Володимир-Волинського повіту Волинської губернії. Відстань від повітового міста 19 верст, від волості 4. Дворів 47, мешканців 426.
Результатом Першої світової війни став Ризький договір за яким Березовичі у складі Волині відійшли до Польщі. У 1921 польський уряд провів перепис населення. Згідно з ним, у Березовичах було 476 жителів, у тому числі — 351 українець, 112 поляків і 13 чоловік інших національностей.

### У складі СРСР
У вересні 1939 року Червона Армія зайняла село. Вранці 23 червня 1941 року нацисти після боїв з червоноармійцями окупували село.
Влітку 1943 року внаслідок конфліктів на етнічному ґрунті загинуло 14 українців та 6 поляків. Від рук польських бандитів зокрема загинули:
- Артемюк Домка Михайлівна, 33 роки, похована на цвинтарі с. Нехворощі.
- Бойко Ананій, 48 р.
- Бойко Катерина Максимівна, 43 р.
- Данилюк Олександра Карпівна, 50 р.
- Данилюк Макар Веремеєвич, 41 р.
- Данилюк Микола Макарович, 11 р.
- Данилюк Оксана Данилівна, 36 р.
- Дідун Іван Миколайович, 33 р., убитий і спалений.
- Владинська Домка.
- Ципюк Кирило Григорович, 27 років, убитий поляками.

18 липня 1944 року війська правого флангу 3-ї гвардійської армії 1-го Українського фронту визволили Березовичі від нацистських загарбників.
На початку 1946 року почали оселятися в селі депортовані українські сім'ї з Холмщини. Які на підставі «Угоди між Урядом Української Радянської Соціалістичної Республіки і Польським Комітетом Національного визволення про евакуацію українського населення з території Польщі і польських громадян з території УРСР» з вересня 1944 були вивезені в південні області України, але з браку елементарних умов для життя вони були змушені шукати кращих теренів для оселення.
Серед переселених забужан багато було мешканців з Черничина.

### Незалежна Україна
З 20 червня 2018 року у складі Війницької сільської об'єднаної територіальної громади.
12 червня 2020 року, відповідно до розпорядження Кабінету Міністрів України № 708-р «Про визначення адміністративних центрів та затвердження територій територіальних громад Волинської області», увійшло до складу Зимнівської сільської територіальної громади.
19 липня 2020 року, в результаті адміністративно-територіальної реформи та ліквідації  Володимир-Волинського району(1940—2020) село увійшло до новоутвореного Володимир-Волинського району (від 18 липня 2022 Володимирського).

## Населення
Згідно з переписом УРСР 1989 року чисельність наявного населення села становила 733 особи, з яких 349 чоловіків та 384 жінки.
За переписом населення України 2001 року в селі мешкало 689 осіб.

### Мова
Розподіл населення за рідною мовою за даними перепису 2001 року:
| Мова       | Відсоток |
| ---------- | -------- |
| українська | 98,21 %  |
| російська  | 1,49 %   |
| білоруська | 0,15 %   |